# طفل في العربة

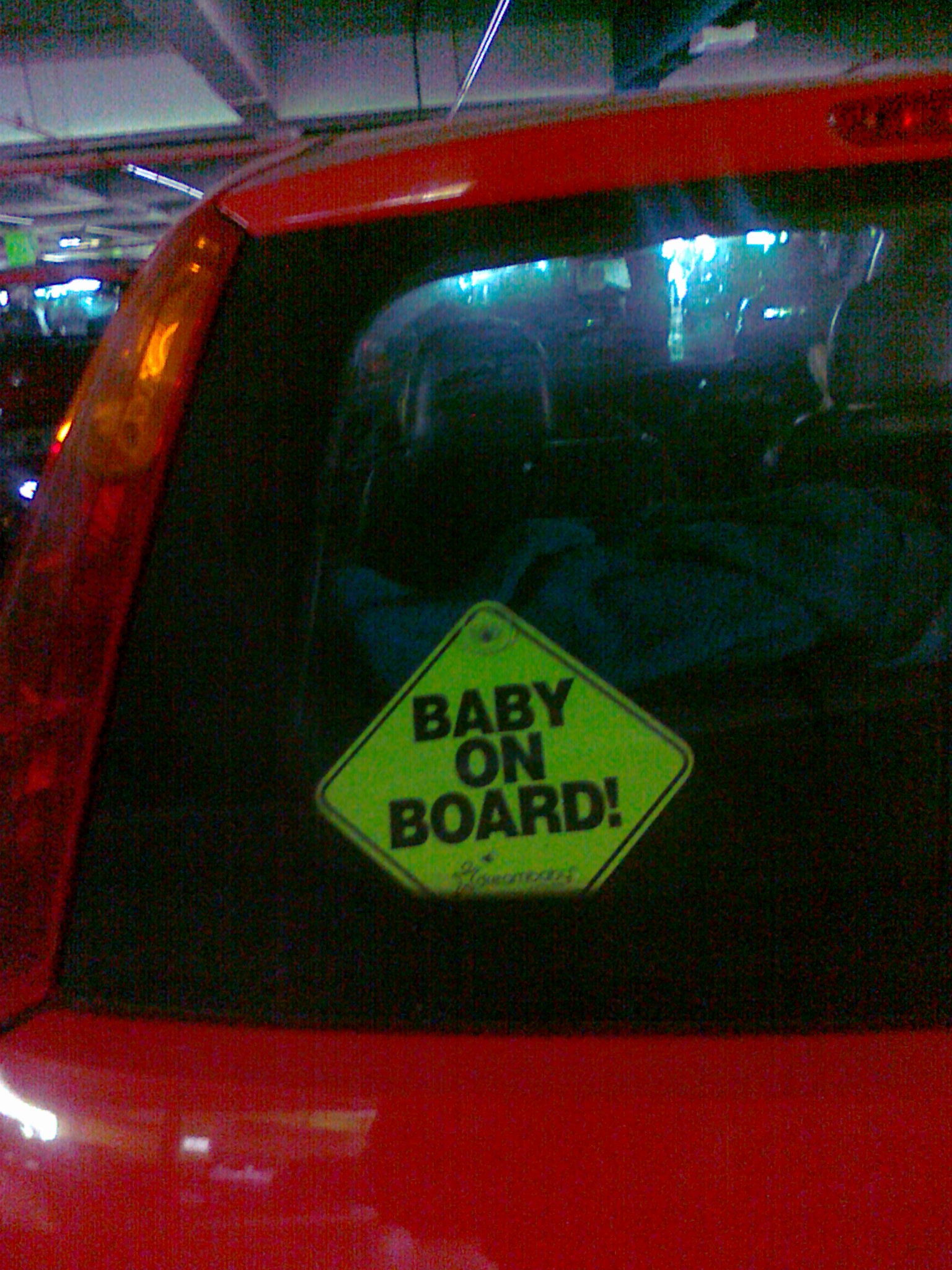

الطفل في العربة هي رسالة صغيرة (عادة 12 سم أو 5 سم)
إشارة معدة لان توضع في النافذة الخلفية للسيارة لتحذير السائقين الآخرين من أن الرضيع يسافر في السيارة.
الهدف من الإشارة وغالبا ما يتم الخلط بين علامة التحذير
لموظفي الطوارئ في حالة الطوارئ، انه قد يكون طفل في السيارة. ومع ذلك هذا ليس دقيق تاريخيا.

## التاريخ والاستخدام الشائع
تم العثور على نسخة من العلامة في ألمانيا من قبل باتريشيا برادلي من ميدفورد، ماساتشوستس. بدأت بتأسيس شركة مع شقيقتها هيلين 
.PHBO
لتسويقها بالولايات المتحدة، لكنها حصلت على نجاح محدود حتى قامت بالتشارك مع مايكيل ليرنر. 
أخبر ليرنر عن العلامة بعد أن روى تجربته عن السائقين العدوانيين عندما كان يقود ابن أخيه الصغير إلى منزله في حركة المرور المزدحمة. تزعم أسطورة حضرية أن موت طفل أدى إلى ظهور هذه الاشارات. لكن لا يوجد حقائق تدعم هذه الادعاءات. في نهاية المطاف اشترى ليرنر 
```
بحوالي 150000 دولار أمريكي وغير اسمها إلى «السلامة اولا»PHBO 
```

تنوعت الشركة بوقت لاحق إلى إنتاج منتجات الرعاية بالرضع.
أصبحت العلامة بدعة في كل مكان، ازدهرت في عام 1985. وقد انخفض استخدامه في الولايات المتحدة بسرعة في عام 1986. كما قاموا تقليدها بطريقة ساخرة على نمطها مثل «الطفل يشعر بالملل»، «بيتبول بالعربة»، و «ام زوجتي بالصندوق» أصبحت شعبية، على الرغم من انتشارها المستمر بالمملكة المتحدة (مع نسخة الإشارة المشابهة مثل «اميرة بالعربة» و «شخص صغير بالعربة»). في إيطاليا واليابان (على الاغلب تقول الإشارة «طفل في لسيارة» مكتوبة باللغة الإنجليزية أو بالنص الياباني) انتشرت جيدا في القرن ال21.
على الرغم من تراجع شعبيتها، دخلت العلامات إلى المعجم الأمريكي. ظهرت في حلقة بالمسلسل سمسنز تسمى «نغمة الرباعب الحلاق لهومر».
كتبت الاغنية من قبل هوملر سيمبسون بالارتجاع الفني في 1985 إلى مارج عندما اشترت إشارة «طفل بالعربة», على أمل أن يمنع الناس من «اقتحام سيارتنا عمدا».
بعد الطلب والمحاكمات الشعبية في عام 2005 بدأت شركة
```
باصدار اشارات عليها شعارات Transport for London (TfL) 
وعبارة «طفل بالمركبة» إلى النساء الحوامل المسافرين في متروTFL 
```

الانفاق لندن، لمساعدة الركاب الاخرين على تحديد الركاب الحوامل الذين يرغبون الحصول على مقعد.